# Oranienbaum-Wörlitz
Oranienbaum-Wörlitz − miasto w Niemczech, w kraju związkowym Saksonia-Anhalt w powiecie Wittenberga. Powstało 1 stycznia 2011 z połączenia miast Oranienbaum i Wörlitz oraz gmin Brandshorst, Gohrau, Griesen, Horstdorf, Kakau, Rehsen, Riesigk i Vockerode.

## Współpraca
Miejscowość partnerska:
- Daun, Nadrenia-Palatynat – kontakty utrzymuje dzielnica Oranienbaum
- Lambsheim, Nadrenia-Palatynat – kontakty utrzymuje dzielnica Wörlitz
- Oranienburg, Brandenburgia – kontakty utrzymuje dzielnica Oranienbaum